# 1834 au Bas-Canada
Cet article traite des événements survenus en 1834 au Bas-Canada. 

## Événements

### Juin
- 24 juin - Fondation de la Société Saint-Jean-Baptiste

## Naissances
- 26 janvier - George Barnard Baker (homme politique)  († 9 février 1910)
- 29 janvier - Théodore Robitaille
- 9 août - Hector Fabre (journaliste)  († 2 septembre 1910)
- 15 septembre - Michel-Guillaume Baby (administrateur et homme politique) († 16 mars 1911)
- 13 octobre - Louis Adolphe Billy (fermier et homme politique) († 20 mars 1907)
- 7 novembre - Ernest Gagnon  (écrivain) († 15 septembre 1915)
- 16 novembre - Georges Isidore Barthe (homme politique) († 11 août 1900)
- 26 novembre - Joseph Brunet (homme politique canadien) († 17 avril 1904)

### Articles généraux
- Chronologie de l'histoire du Québec (1791 à 1840)
- L'année 1834 dans le monde